# Equestria Girls Rainbow rocks Film
My Little Pony equestria Girls Rainbow rocks este un film de animație din 2014
Ca și primul film, Rainbow Rocks revizuiește personajele principale ale francizei părinților, în mod normal ponei, ca personaje umane adolescente într-un cadru liceal. Amplasat între al patrulea și al cincilea sezon al seriei de televiziune, complotul filmului implică Twilight Sparkle care se întoarce la Liceul Canterlot pentru a concura într-o bătălie a formațiilor alături de omologii prietenilor - inclusiv fostul bătăuș al școlii / fostul elev al prințesei Celestia, Sunset Shimmer - pentru a salva școala dintr-un trio de sirene din Equestria. Filmul a fost bine primit de critici, care l-au descris ca fiind „mult superior” primei tranșe A fost urmat de două continuări, „Friendship Games” și Legend of everfree 2016

## Distribuție și personaje
Tara strong ca prințesa Twilight Sparkle, un alicorn” studios (unicorn înaripat) și una dintre prințesele Equestriei. Ea ocupă rolul vocalistului principal al Rainbooms, trupă formată din omologii prietenilor săi. Tara Strong își exprimă, de asemenea, omologul lui Twilight în universul alternativ, într-o scenă post-credite.
Ashleigh Ball ca Rainbow Dash, chitaristul principal și fondatorul Rainbooms; și Applejack, basistul Rainbooms. Omologii lor din Equestria, descriși în Friendship Is Magic apar și în film.
Andrea Libman ca Pinkie Pie, bateristul Rainbooms; și Fluttershy, care cântă tamburinul pe Rainbooms. Omologii lor din Equestria apar și în film. Shannon Chan-Kent interpretează vocea cântătoare a lui Pinkie.
Tabitha St. Germain ca Rarity, keytaristul Rainbooms; și vice-principal Luna, vice-principal al Canterlot High și sora mai mică a Celestiei. Omul lui Rarity în Equestria apare și în film.
Cathy Weseluck în rolul Spike, asistentul de dragon al lui Twilight care își asumă forma unui câine în lumea paralelă. Omologul său obișnuit de câine apare într-o scenă post-credite.
Rebecca Shoichet în funcția de Sunset Shimmer, un unicorn din Equestria și bătăușul școlii reformate de la Canterlot High, care se împrietenește cu Rainbooms. Rebecca Shoichet interpretează și vocea cântătoare a lui Twilight Sparkle.
Kazumi Evans în rolul lui Adagio Dazzle, liderul sirenelor cu putere de putere din Equestria și vocalist principal al Dazzlings. Kazumi Evans interpretează și vocea cântătoare a lui Rarity.
Maryke Hendrikse în rolul Sonata Dusk, o sirenă cu cap de aer și vocalistă susținută a Dazzlings. Madeline Merlo interpretează vocea cântătoare a Sonatei.
Diana Kaarina în rolul lui Aria Blaze, o sirenă temperamentală și solistă susținută a Dazzlings. Shylo Sharity interpretează vocea cântătoare a Ariei.
Vincent Tong ca Flash Sentry, un student infatuat cu Twilight, care joacă împotriva ei ca chitarist al Flash Drive  una dintre formațiile rivale.
Kathleen Barr ca Trixie, magician și chitarist al unei alte trupe rivale, Trixie and the Illusions.
Nicole Oliver ca principală Celestia, principalul Canterlot High. Omologul ei de ponei, prințesa Celestia, este conducătorul Equestriei și fostul mentor al Sunset Shimmer.
Omologul DJ Pon-3 apare în film în roluri non-vorbitoare. Filmul prezintă apariții minore de la Michelle Creber ca Apple Bloom; Ingrid Nilson ca omolog al lui Maud Pie, sora lui Pinkie Pie; Peter New ca omolog al Big McIntosh; Lee Tockar și Richard Ian Cox ca omologi ai Snips și Melcii; Tabitha St. Germain ca omolog al Photo Finish; și Brian Drummond ca ponei de livrare în Equestria. Kazumi Evans oferă, de asemenea, o linie de dialog necreditată ca Octavia Melody

## Poveste
fostul bătăuș al liceului Canterlot și elev al prințesei Celestia, Sunset Shimmer, care s-a reformat după ce a fost învins de magia coroanei prințesei Twilight Sparkle, este ostracizat de majoritatea școlii, în ciuda eforturilor sale de a ispăși. Singurii ei prieteni sunt omologii lui Rainbow Dash, Applejack, Pinkie Pie, Fluttershy și Rarity, care au format o trupă de rock numită „Rainbooms” pentru a participa la următorul show-show muzical al școlii. Cele cinci fete descoperă că magia rămasă de pe coroana lui Twilight le-a oferit capacitatea de a crește urechi, cozi și aripi asemănătoare ponei atunci când își cântă instrumentele.
În speranța de a face o impresie proaspătă, Sunset oferă un tur școlar celor trei studenți noi - Adagio Dazzle, Sonata Dusk și Aria Blaze - și îi informează despre vitrină, fără să știe că dețin puteri magice. Numindu-se „Dazzlings”, trio-ul interpretează o melodie care îi transformă pe ceilalți studenți agresivi și competitivi unul față de celălalt, convingându-i să transforme vitrina într-o bătălie a benzilor. Sunset și prietenii ei sunt protejați de cântec de propria lor magie, dar nu reușesc să-i convingă pe principala Celestia și vicepremierul Luna de pericol. Sunset își amintește de o carte magică păstrată de prințesa Celestia, mentorul ei din Equestria, pe care o folosește pentru a trimite un mesaj prin care solicită ajutorul lui Twilight.
Primind mesajul Sunset, Twilight deduce că Dazzlings sunt sirene din Equestria care se hrănesc cu emoții negative pentru a-și alimenta puterile cântătoare pentru scopul lor de cucerire mondială. Crepuscul folosește magia cărții pentru a reactiva portalul, permițând ei și Spike să se întoarcă în lumea paralelă. Amurgul și fetele încearcă să ridice vraja Dazzlings, dar nu are efect. Concluzionând că trebuie să efectueze o contra-vrajă muzicală, fetele intră în bătălia formațiilor pentru a acorda timpului Amurg pentru a finaliza vraja. Rainbooms se confruntă cu ostilitate și sabotaj din partea celorlalte formații de-a lungul competiției, ceea ce ridică tensiuni printre prietenii lui Twilight.
Disperată de timp în runda semifinală cu trupa lui Trixie, Rainbow Dash interpretează o melodie egotistică care să înlocuiască contra-vraja și aproape se transformă, ceea ce îl obligă pe Sunset să-i strice performanța pentru a o împiedica să-și expună planul la Dazzlings. În ciuda acestui fapt, Dazzlings intervin pentru a permite avansarea Rainbooms către runda finală; cu toate acestea, acest lucru o determină pe Trixie să prindă Rainbooms-ul de sub scenă pentru a-și lua locul. Izolați ore întregi, prietenii lui Twilight intră într-un argument care le permite Dazzlings-ului să-și absoarbe magia. Dându-și seama că lupta lor constantă interferează cu vraja lui Twilight, Sunset le convinge pe fete să își rezolve diferențele, în timp ce Twilight motivează că jocul împreună ca prieteni va face ca contra-vraja să funcționeze.
Spike salvează fetele cu ajutorul DJ Pon-3, a cărui muzică de căști o protejează de vraja lui Dazzlings. DJ Pon-3 oferă un sistem de sunet pe care Rainbooms îl folosesc pentru a angaja Dazzlings într-o luptă muzicală. Copleșit de Dazzlings, Rainbooms-urile li se alătură Sunset; cu ajutorul ei, Rainbooms sunt capabili să distrugă pandantivele Dazzlings, sursele puterilor lor. După aceea, Twilight și Spike se întorc în Equestria, în timp ce Sunset folosește cartea Celestiei pentru a rămâne în contact cu Twilight
Într-o scenă post-credite, versiunea din lumea umană a Twilight Sparkle este arătată investigând activitatea ciudată magică din jurul Canterlot High